# Benedetta di Locuste
Benedetta di Locuste (Vaste, ... – Vaste, 235-238) è stata una nobildonna romana, moglie del prefetto Vitale e madre dei santi Alfio, Filadelfo e Cirino. È venerata come santa dalla Chiesa cattolica e dalla Chiesa ortodossa.

## Agiografia
Benedetta di Locuste nacque a Vaste,  in provincia di Lecce. Di nobile discendenza, Benedetta era sposata con Vitale, un principe di alto rango, con cui ebbe quattro figli. Tra questi, la primogenita divenne madre del martire Erasmo, mentre gli altri tre figli (Alfio, Filadelfo e Cirino) sono oggi venerati come santi martiri.
Durante il periodo delle persecuzioni, precisamente sotto il regno dell'imperatore Massimino Trace (235-238 d.C.), Benedetta fu arrestata nella sua città natale. La sua fede cristiana la portò a subire il martirio per decapitazione. La sua morte fu un atto di testimonianza di fronte al popolo, al quale rivolse parole di conforto e fede: "Sta scritto nel Vangelo che chi perderà la vita per Cristo in questo mondo, acquisterà la vita eterna nell’altro."